# Obsidiana
La obsidiana, llamada a veces vidrio volcánico, es un tipo de roca ígnea —roca volcánica perteneciente al grupo de los silicatos—, con una composición química de silicatos alumínicos y un gran porcentaje (70 % o mayor) de óxidos silícicos. Su composición es parecida al granito y la riolita.
La obsidiana es un vidrio (un sólido amorfo), porque no posee una estructura química bien definida (cristalina), por lo que a menudo se la clasifica como un mineraloide y no como mineral. Su dureza en la escala de Mohs es de 5 a 6. Su peso específico es de 2,6. La superficie de rotura es concoidea, es decir, curva.
Su color es oscuro, aunque puede variar según la composición de las impurezas del verde muy oscuro al claro, al rojizo y estar veteada en blanco, negro y rojo. El hierro y el magnesio la colorean de verde oscuro a marrón oscuro. Tiene la cualidad de cambiar su color según la manera de cortarse. Si se corta paralelamente su color es negro, pero cortada perpendicularmente su color es gris.

## Origen y propiedades
... entre las diversas formas de vidrio podemos contar vidrio de Obsian, una sustancia muy similar a la piedra que encontró Obsius en Etiopía.
Plinio el Viejo en Historia natural

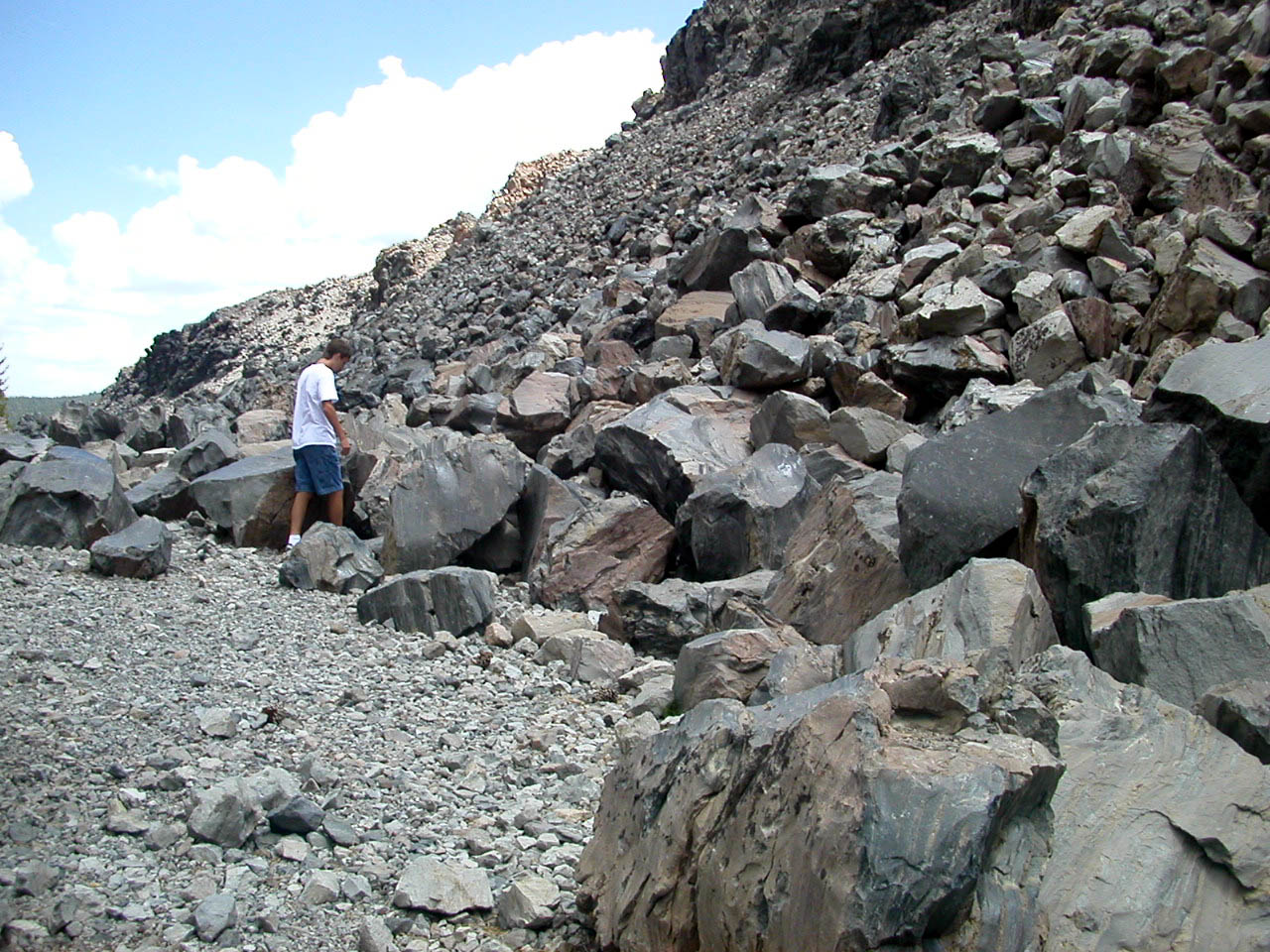
Derrubios de obsidiana en Obsidian Dome, California.

Historia natural, la obra de Plinio el Viejo de Roma, incluye, en su traducción al inglés, algunas frases sobre el tema de vidrio volcánico, denominado «obsian» por su semejanza con una piedra (obsiānus lapis) descubierta por el explorador romano Obsius en Etiopía.
La obsidiana se produce cuando un volcán emite lava félsica que se enfría rápidamente con un crecimiento mínimo de cristales. Se halla comúnmente en los márgenes de los flujos de lava riolítica, conocidos como flujos de obsidiana, donde la composición química (con un alto contenido de silicio) induce una alta viscosidad y grado de polimerización de la lava. La inhibición de la difusión atómica en esta lava altamente viscosa y polimerizada explica la falta de crecimiento de los cristales. La obsidiana es un material duro y quebradizo; al fracturar, tiene bordes muy afilados, una propiedad que se utilizó en el pasado para la elaboración de herramientas de corte y perforación, y en la actualidad de forma experimental como hojas para bisturí quirúrgico.
La obsidiana es semejante a un mineral, pero no es un verdadero mineral porque no es cristalina; además, su composición es más compleja y comprende más que un solo mineral. A veces se le clasifica como un mineraloide. Aunque la obsidiana es generalmente de color oscuro, parecido a rocas máficas como basalto, la composición de la obsidiana es muy félsica. La obsidiana se compone principalmente de SiO2 (dióxido de silicio), por lo general 70 % o más. Rocas cristalinas con una composición parecida a la obsidiana incluyen el granito y la riolita. Como la obsidiana es metaestable en la superficie de la Tierra —con el tiempo el vidrio se convierte en cristales minerales de grano fino— no se ha encontrado obsidiana más antigua que el Cretácico. El proceso de descomposición de la obsidiana es acelerado por la presencia de agua, lo que le da valor en la investigación de las edades de los pueblos que usaban obsidiana para sus armas y herramientas.

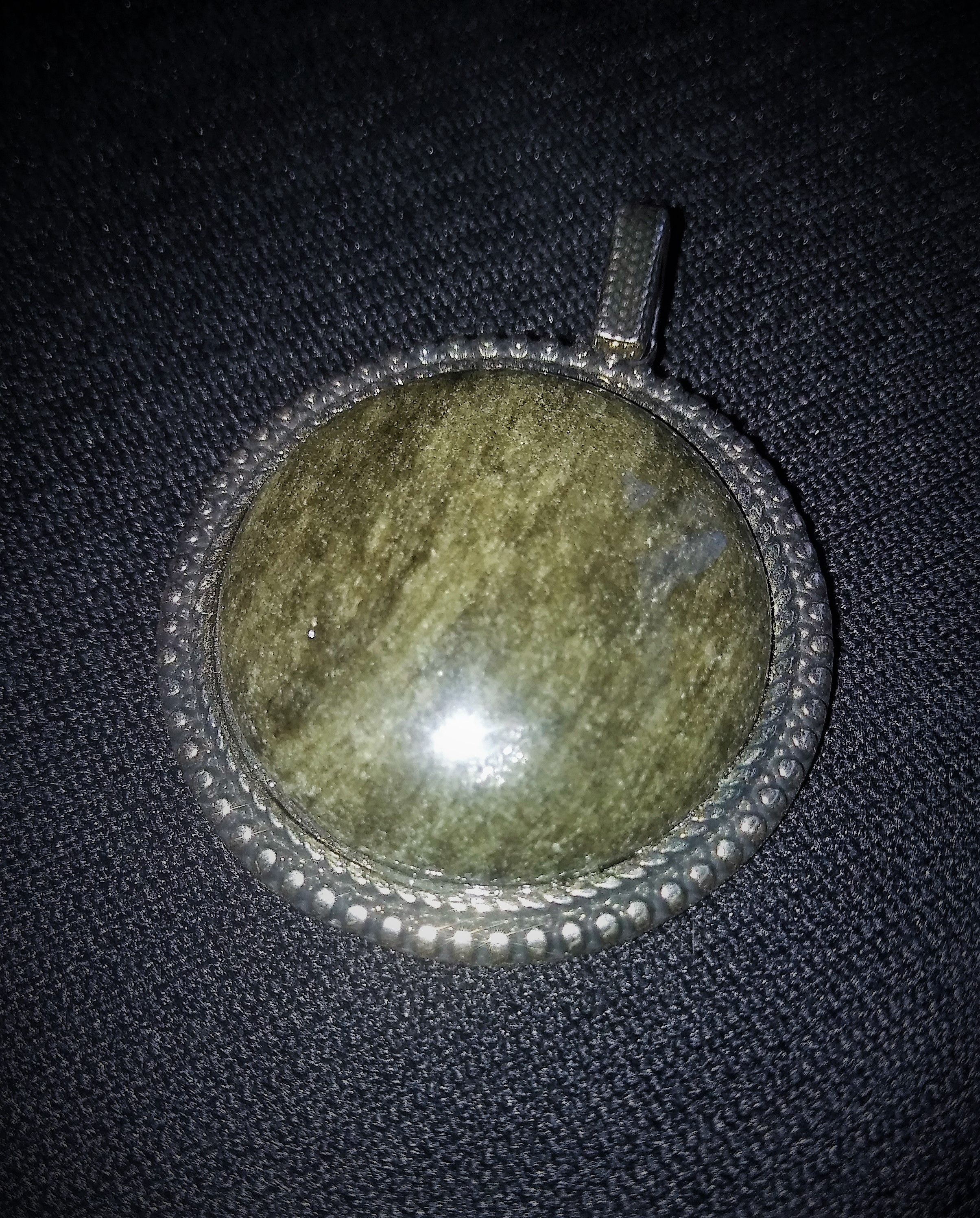
"Obsidiana dorada”.

La obsidiana pura tiene por lo general una apariencia oscura, aunque el color varía dependiendo de la presencia de impurezas. Por ejemplo, hierro y magnesio suelen producir un color marrón oscuro hasta negro ("obsidiana mahogany"). Las muestras casi incoloras son muy raras ("macusanita"). En algunas piedras, la inclusión de pequeños cristales de cristobalita blancos, agrupados radialmente en el vidrio negro producen un patrón de manchas o de copos de nieve (“obsidiana copo de nieve o nevada”). También puede contener patrones de burbujas de gas remanentes del flujo de lava, alineadas a lo largo de las capas creadas cuando la roca fundida fluía antes de enfriarse. Estas burbujas pueden producir efectos notables, como un brillo de oro (“obsidiana dorada”). La inclusión de nanopartículas de magnetita produce un brillo de arcoíris iridiscente, dependiendo del grosor de estas partículas la iridiscencia será más  o menos  fuerte. (“obsidiana arco iris” y "obsidiana de fuego").

## Yacimientos

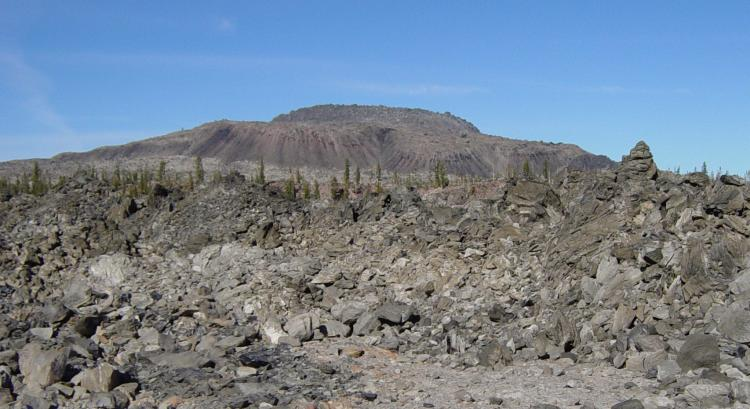
Glass Mountain, un flujo de obsidiana importante del volcán de Medicine Lake.

Los yacimientos de obsidiana se encuentran en lugares que experimentaron erupciones riolíticas, como los encontrados en Argentina, Armenia, Azerbaiyán, Australia, Canadá, Colombia, Chile, Georgia, Grecia, El Salvador, Honduras, Escocia, Estados Unidos, Guatemala, Islandia, Italia, Japón, Kenia, México, Nueva Zelanda, Papua Nueva Guinea, Perú y Turquía.
En el Mediterráneo central, sólo existen cinco yacimientos de obsidiana: Lipari, Pantelaria, Palmarola, Monte Arci, y Carboneras[cita requerida]. En la antigüedad las fuentes en el Egeo eran Melos y Gyali.
En Anatolia central —una de las principales fuentes prehistóricas de obsidiana en el Oriente Próximo— los sitios más importantes eran la ciudad de Acigol y el volcán de Göllü Dağ.

## Uso prehistórico e histórico

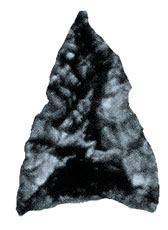
Punta de flecha de obsidiana.

La primera evidencia arqueológica del uso de obsidiana se descubrió en Kariandusi y otros sitios de la edad Achelense (que comenzó hace unos 1,5 millón de años) y data de 700 000 a. C., aunque el número de objetos hallados en estos sitios era muy limitado en comparación con el Neolítico.
El uso de obsidiana en la cerámica del Neolítico en el área alrededor de Lipari resultó ser significativamente más bajo a una distancia equivalente a dos semanas de camino. La obsidiana proveniente de Anatolia se utilizó en el Levante y la región del actual Kurdistán iraquí desde alrededor de 12 500 a. C. La primera evidencia de su uso por civilizaciones tempranas viene de excavaciones en Tell Brak y data de finales del quinto milenio.
La obsidiana fue valorada en las culturas de la Edad de Piedra porque, como el pedernal, podía ser fracturado para producir láminas cortantes o puntas de flecha y de lanza. Al igual que todos los vidrios volcánicos y algunos otros tipos de rocas, la obsidiana se rompe con una característica fractura concoidea. Puede golpearse con piedras duras para modificar su forma. La obsidiana también se pulió para crear espejos rústicos tempranos. Para calcular la edad de los artefactos de obsidiana, los arqueólogos modernos desarrollaron un sistema de datación relativa conocido como datación por hidratación de obsidiana.

### Oriente Medio

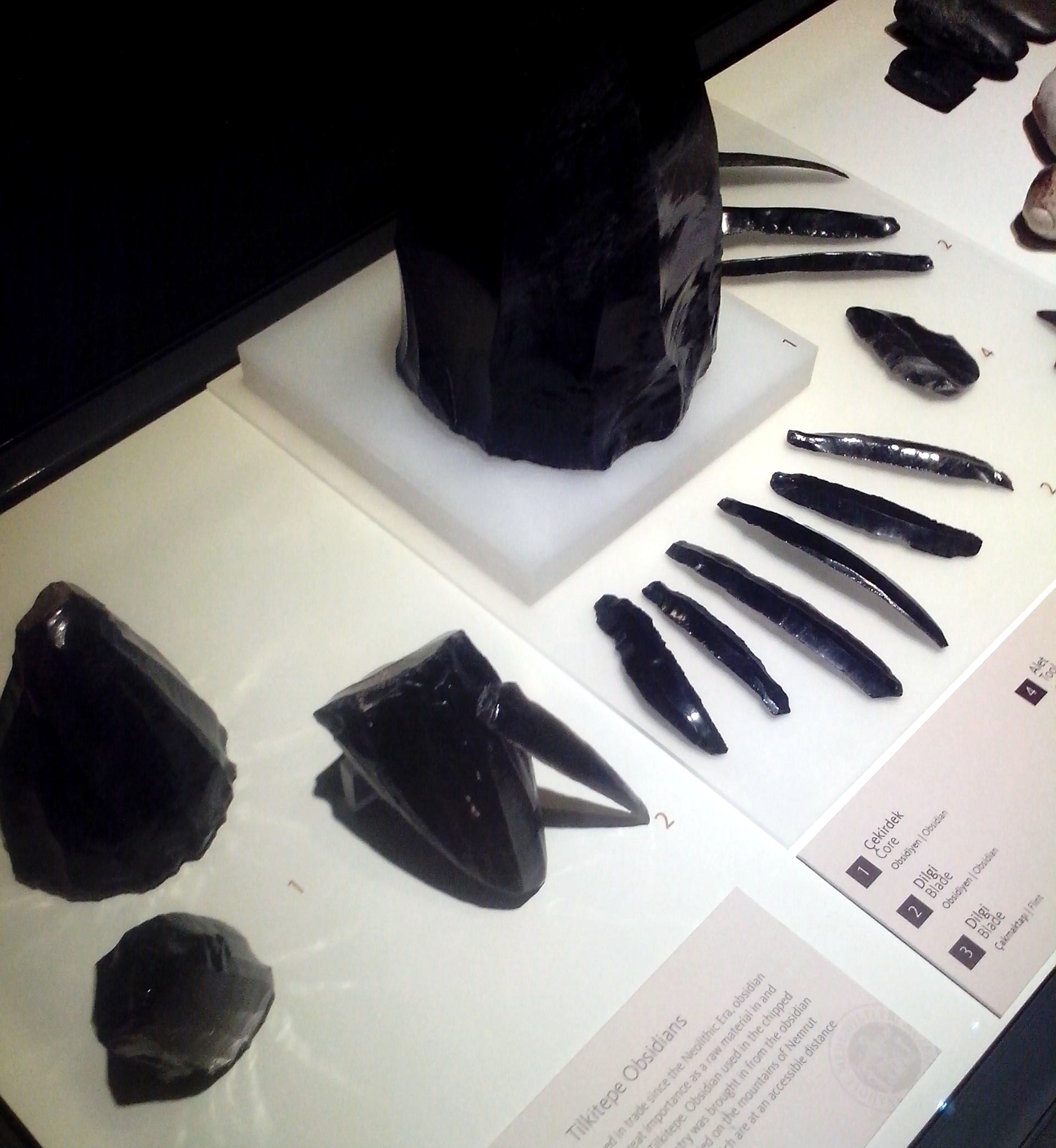
Herramientas de obsidiana de Tilkitepe, Turquía, quinto milenio antes de Cristo. Museo de las Civilizaciones de Anatolia.

En el período de El Obeid en el quinto milenio antes de Cristo, se elaboraron cuchillos a partir de obsidiana minado en lo que hoy es Turquía. En el Antiguo Egipto se utilizó obsidiana importada de las zonas del Mediterráneo oriental y las regiones del sur del mar Rojo. La obsidiana también se utilizó en circuncisiones rituales por su agudez y maniabilidad. En la zona del Mediterráneo oriental se utilizó el material para fabricar herramientas, espejos y objetos decorativos.
También se encontraron objetos de obsidiana en Gilat, un sitio en el oeste del desierto de Néguev en Israel. Ocho artefactos de obsidiana de Gilat que datan de la Edad del Cobre son provenientes de los yacimientos en Anatolia. Mediante el análisis de activación de neutrones (NAA) en la obsidiana encontrada en este sitio se logró revelar rutas comerciales y redes de intercambio desconocidas hasta la fecha.

### América

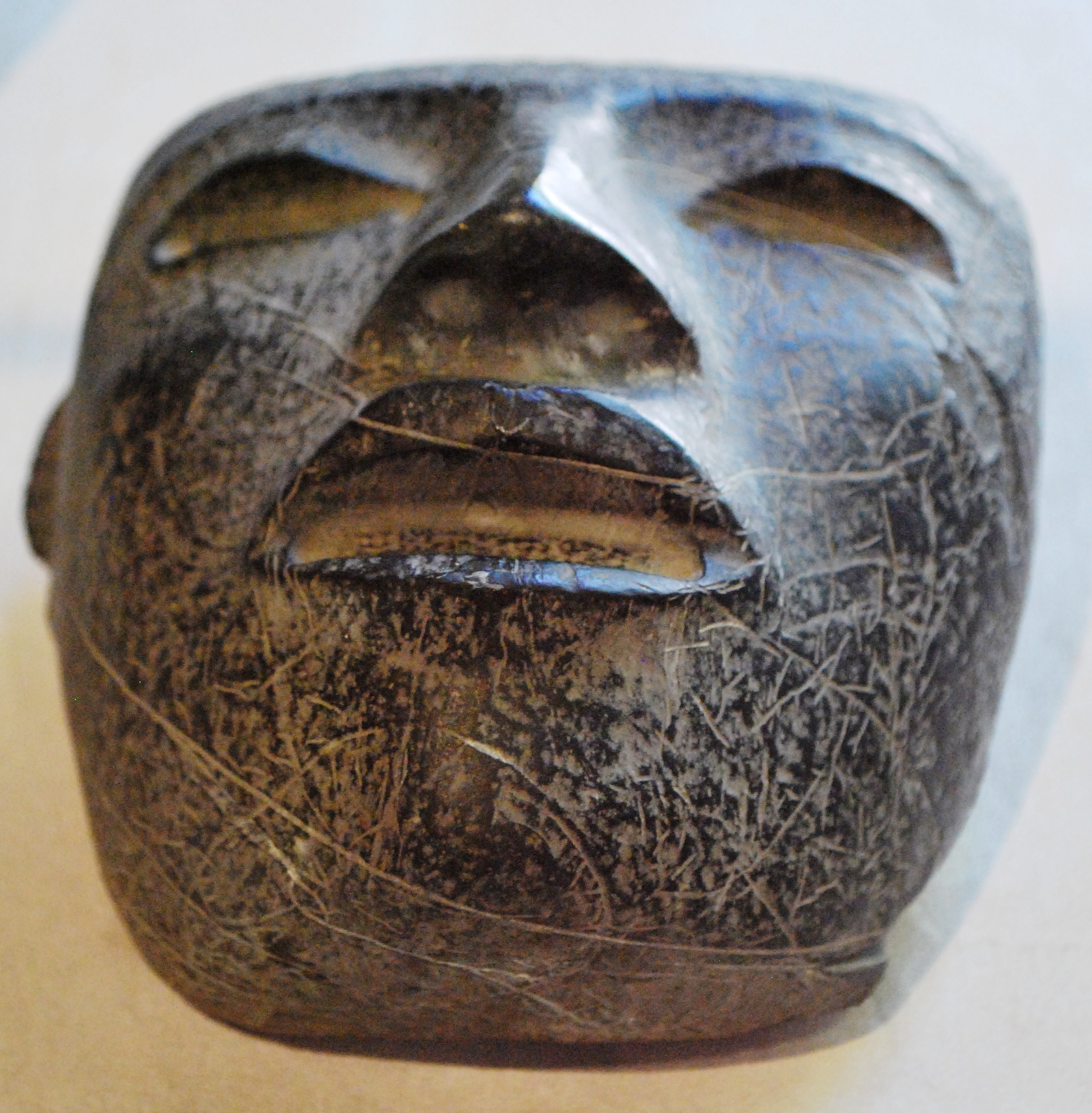
Máscara de obsidiana del periodo Clásico proveniente de La Herradura, Tlaxcala, México.

El análisis cuidadoso de la obsidiana en una cultura o lugar puede ser de gran utilidad para reconstruir el comercio, la producción, la distribución y con ello comprender los aspectos económicos, sociales y políticos de una civilización. Este es el caso de Yaxchilán, una ciudad maya donde incluso se estudiaron las implicaciones de guerra vinculadas con el uso de obsidiana y sus restos. Otro ejemplo es la recuperación arqueológica de los sitios costeros Chumash en California, que apuntan a la existencia de un vínculo comercial importante con el lejano sitio de Casa Diablo en las montañas de la Sierra Nevada.
Las culturas mesoamericanas usaron profusamente la obsidiana para elaborar herramientas y ornamentos. También la utilizaron para elaborar armas, como las espadas de madera dura con hojas de obsidiana incrustadas en ella, conocidas como hadzab entre los mayas, o macuahuitl entre los aztecas. El arma era capaz de infligir terribles lesiones por combinar las láminas afiladas de la obsidiana con el corte irregular de un arma de sierra.

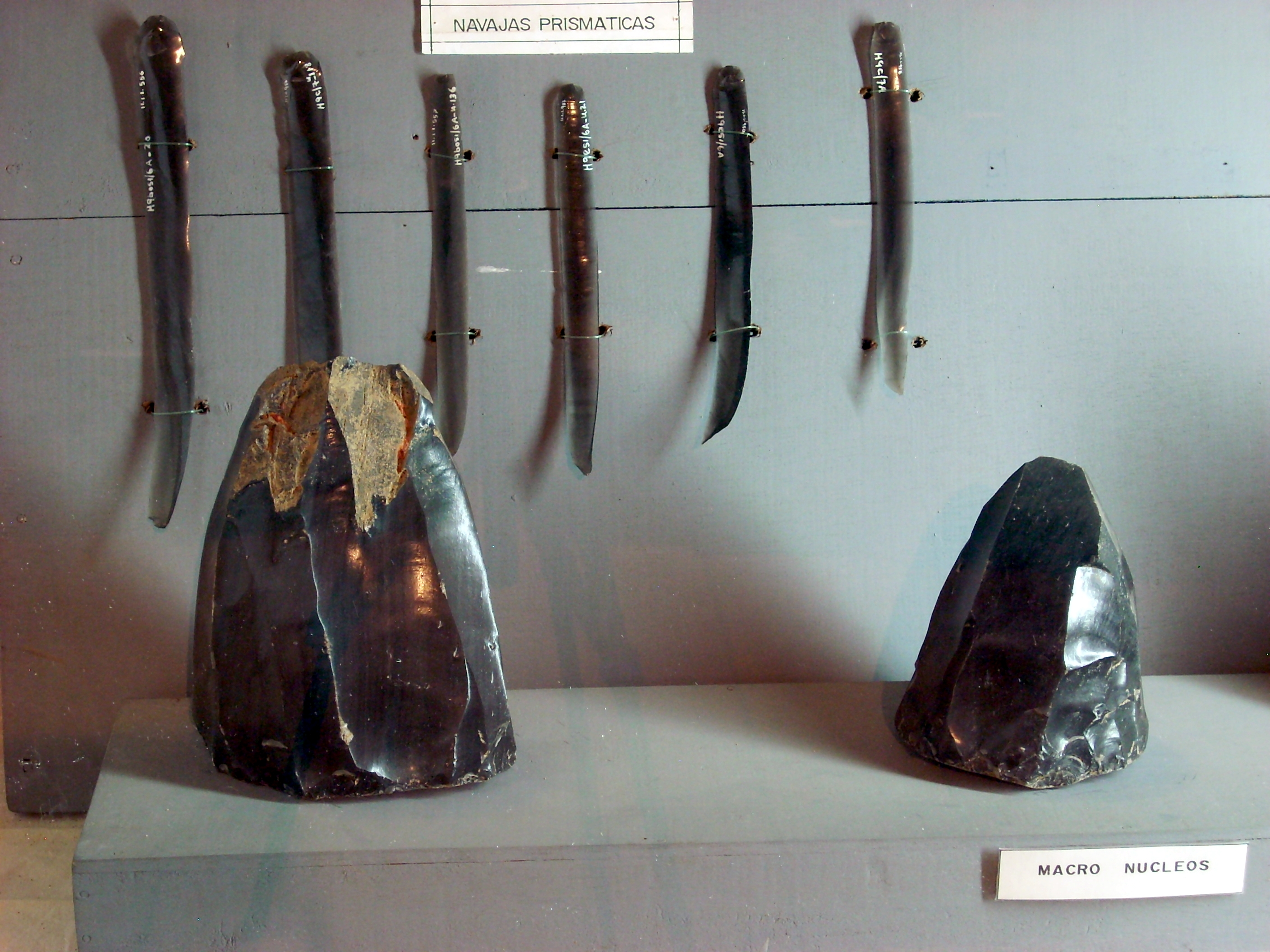
Bloques y hojas de obsidiana provenientes del sitio maya de Takalik Abaj.

La población nativa de América comercializaba la obsidiana por todo el continente. Como cada volcán —y en algunos casos cada erupción volcánica— produce obsidiana con características distinguibles, los arqueólogos pueden trazar los orígenes de un artefacto específico. Las mismas técnicas de rastreo permitieron rastrear el origen de la obsidiana en Grecia como procedente de Melos, Nisyros o Yiali, islas en el mar Egeo. Los bloques y las hojas de obsidiana se vendieron tierra adentro, a grandes distancias de la costa.[cita requerida]
En Chile se encontraron herramientas de obsidiana provenientes del volcán Chaitén tan lejos como Chan-Chan en Mehuín, 400 km al norte del volcán y también en varios lugares a 400 km al sur del volcán.

### Isla de Pascua
En isla de Pascua (Rapa Nui) la obsidiana, denominada por los antiguos rapanui mat'a fue utilizada para elaborar herramientas afiladas tanto de corte como para la guerra en forma de puntas de lanza, las cuales se han encontrado abundantemente en toda la isla y también como material para formar las pupilas de los ojos de las estatuas moái.[cita requerida]

## Usos en la actualidad

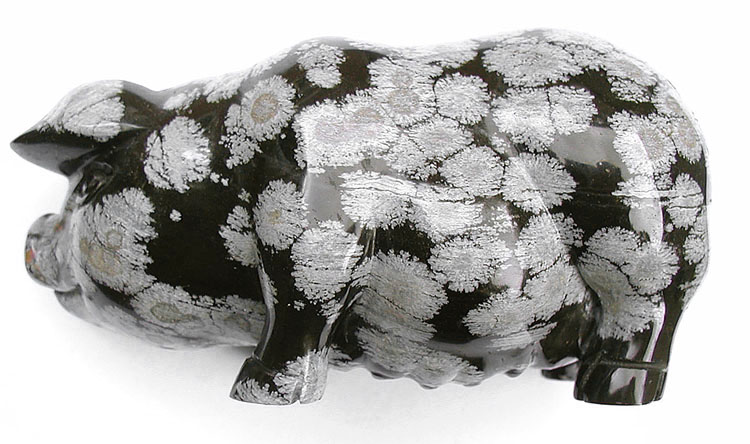
Una escultura tallada en obsidiana.

La obsidiana también se utiliza para fines ornamentales y como piedra preciosa. Desde la década de 1970 se utilizó obsidiana para la fabricación de la base de los tocadiscos, como por ejemplo el modelo SH-10B3 de Technics, de color negro grisáceo.

### Uso quirúrgico
Actualmente, algunos cirujanos utilizan cuchillas de obsidiana porque su filo es hasta cinco veces más delgado que el de los escalpelos de acero. Los cortes hechos con las cuchillas de obsidiana son más finos y causan menos daño al tejido orgánico, permitiendo que las heridas quirúrgicas sanen más rápidamente. Aunque en Estados Unidos su uso quirúrgico en los seres humanos no ha sido aprobado por la Administración de Alimentos y Drogas (FDA), la obsidiana es utilizada como escalpelo por algunos cirujanos, porque las hojas de obsidiana bien elaboradas tienen un filo mucho más nítido que los bisturíes quirúrgicos de alta calidad de acero; el filo de la obsidiana tiene un espesor de tan solo 3 nanómetros. Incluso el cuchillo de metal más afilado tiene una hoja irregular y dentada cuando se ve bajo un microscopio; en cambio, la hoja de obsidiana sigue siendo suave y uniforme cuando se examina incluso con un microscopio electrónico.

### Datación por hidratación de la obsidiana
La obsidiana ha sido valiosa como una herramienta de investigación que puede usarse para descubrir la edad de las civilizaciones antiguas. La tasa de hidratación de la obsidiana con hidrocarburos en años se ha establecido para varios lugares del mundo. Cuando el cristal natural se fractura durante la fabricación de artefactos como puntas de proyectil, las superficies recién expuestas se proporcionan en las escamas de astillado y los especímenes acabados. Estas superficies absorben agua ambiental para formar capas superficiales hidratadas diferentes en su densidad e índice de refracción del resto de la obsidiana. La composición química de la obsidiana y la temperatura son dos factores que controlan la tasa de hidratación. El espesor de la capa hidratada depende del tiempo, la temperatura y la composición química del material. Esta sección de cada espécimen se evalúa en base a la capa de hidratación y el espesor de la capa se mide en el aumento utilizado en luz transmitida para calcular las tasas locales de hidratación para obsidianas de diferentes composiciones químicas que se encuentran en diferentes regiones climáticas. Se realizan correlaciones entre la gran cantidad de mediciones de obsidiana y la contextualidad convencional de la edad del carbono-14 asociadas en cada área. Ya que la tasa de hidratación depende de la temperatura de la localidad, una tasa dada es aplicable solo al clima de la zona donde se estableció la medida.

## En la cultura popular

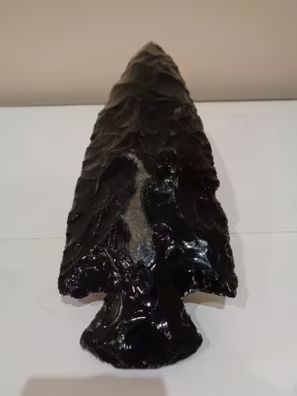
Réplica de una punta de lanza de obsidiana, conocida en Juego de tronos como vidriagón.

- En los textos Canción de hielo y fuego, de George R. R. Martin, la obsidiana se utiliza como arma que puede matar a los Otros (o Caminantes Blancos, como se les refiere en la versión televisiva Game of Thrones).[42] Los personajes de la serie se refieren a este mineraloide como vidriagón.

- Aparece también en la novela, Azteca, la cual fue una piedra importante en la vida de los aztecas.

- En la película Manos milagrosas, Ben Carson, mientras va caminando a la escuela, se encuentra con un fragmento de obsidiana. Al no reconocerla y debido a que su madre quería que sus hijos tuviesen el hábito de leer, va a la biblioteca a leer sobre rocas, identificándola. Tiempo después uno de sus profesores trae una piedra y le pregunta a la clase si logran reconocerla, a lo cual Ben Carson contesta que la reconoce y que también sabe su proceso de formación, a lo cual la clase queda sorprendida pues Ben no era una gran alumno en aquel entonces.

- En el videojuego Minecraft, es uno de los materiales más duros, y es un material importante para desarrollar portales y encantamientos.

- En la serie animada Steven Universe se muestra como la fusión de los cuatro personajes principales de la serie, hace su debut en el capítulo "Change Your Mind" y luego de ser un personaje misterioso se descubre que es el mismo que se muestra tallado en el templo donde se ha desarrollado toda la serie desde el inicio, su apariencia es un ser enorme totalmente negro con el cabello largo y ocho brazos, su cuerpo esta cubierto de grietas de magma y dos rostros que unidos forman una tercera boca llena de magma donde forja su propio mandoble colocando su empuñadura y forjando a partir de la lava la hoja filosa. ha sido el único personaje capaz de cortar las extremidades de la nave de la autoridad diamante.